# Zamir Vjerdha
Zamir Vjerdha (sinh 9 tháng 3 năm 1997) là một cầu thủ bóng đá Albania thi đấu cho Vllaznia Shkodër ở Kategoria Superiore.